# Meinrad Troger

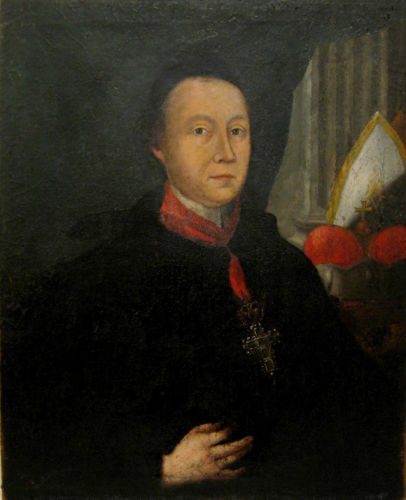
Meinrad Troger. Dritter Fürstabt der Benediktinerabtei St. Blasien.

Meinrad Troger (* 21. August 1696 in Rheinfelden; † 14. Oktober 1764 in St. Blasien) war vom 28. April 1749 bis Oktober 1764 der dritte Fürstabt des Klosters St. Blasien im Schwarzwald.

## Leben
Geboren wurde Troger in Rheinfelden, das damals zum habsburgischen Vorderösterreich gehörte. Er war der Sohn von Anton Troger und dessen Ehefrau Ursula (geborene Engelberger). 1714/1715 studierte Troger an der Universität Innsbruck.
Er legte 1717 das Ordensgelübde ab und erhielt 1722 die Priesterweihe. Nach einer Hochschullehrertätigkeit in Gengenbach und Salzburg kehrte er in das Kloster St. Blasien zurück. An der Universität Salzburg war er 1726/27 Dekan der philosophischen Fakultät.
Von 1739 bis 1746 war er Propst der Propstei Klingnau, die in seiner Amtszeit als Propst niedergelegt und neu erbaut wurde. Den Bauauftrag dazu erteilte noch sein Vorgänger, Fürstabt Franz Schächtelin. Gleichzeitig war er von 1740 bis 1746 er Prior des Klosters Sion, das seit 1725 zum Kloster St. Blasien gehörte.
Nach seiner Wahl zum Abt (24. April 1749) förderte er die Wissenschaften und den Nachwuchs, wozu auch sein Nachfolger Martin Gerbert gehörte.
Im Februar 1762 besuchte der päpstliche Gesandte Giuseppe Garampi das Kloster St. Blasien und lobte Kloster und Abt in seinem Reisebericht außerordentlich. Über Troger schreibt er, dieser sei „eine Persönlichkeit von ungezwungener Haltung, gewandt und leutselig. .... Man lobt seine Regierung und die Mönche achten ihn hoch. ... Ein Ruhmestitel dieses Prälaten ist die Pflege der Studien, die er mit größtem Eifer eingeführt hat ...“. „Dieses ist das erste uns bekannt gewordene Kloster, das die Studien systematisch betreibt.“
Troger war 1749 bis 1764 auch Prior des Benediktinerpriorats Oberried, das seit 1724 dem Kloster St. Blasien untergeordnet war.
In die Amtszeit Trogers fallen eine Reihe von Bautätigkeiten des Klosters Sankt Blasien. 1755 erwarb er Anteile am Eisenwerk Albbruck. Troger förderte auch den Bildhauer Joseph Hörr, der auch vielfach für das Kloster tätig war. 1762 veranlasste er den Bau von Schloss Bürgeln, wofür der Baumeister Franz Anton Bagnato verpflichtet wurde. 1763 bestimmte er den Bauplatz in Grafenhausen für den Bau des Pfarrhofs Grafenhausen.

## Wappen
Auf Rot zwei grüne gekreuzte Tannen, begleitet von zwei goldenen Sternen und zwei goldenen Lilien.